# Siegfried Brietzke
Siegfried Brietzke, née le 12 juin 1952 à Rostock, est un rameur d'aviron est-allemand.

## Palmarès

### Jeux olympiques
- 1972 à Munich
  -  Médaille d'or en deux sans barreur
- 1976 à Montréal
  -  Médaille d'or en quatre sans barreur
- 1980 à Moscou
  -  Médaille d'or en quatre sans barreur

### Championnats du monde
- 1975 à Nottingham
  -  Médaille d'or en quatre sans barreur
- 1977 à Amsterdam
  -  Médaille d'or en quatre sans barreur
- 1978 à Karapiro
  -  Médaille d'argent en quatre sans barreur
- 1979 à Bled
  -  Médaille d'or en quatre sans barreur